# اقتصاد رسانه
اقتصاد رسانه (انگلیسی:Media economics) دربردارنده پرسش‌های اقتصادی نظری و عملی اقتصادی ویژه انواع رسانه‌ها است.
موضوع کار اقتصاد رسانه سیاست‌ها و رویه‌های اقتصادی شرکت‌های رسانه‌ای از جمله روزنامه‌نگاری و صنعت خبر، تولید فیلم، برنامه‌های سرگرمی، چاپ، پخش، ارتباطات سیار، اینترنت، تبلیغات و روابط عمومی است. مقررات زدایی از رسانه‌ها، مالکیت و تمرکز رسانه‌ها، سهم بازار، حقوق مالکیت معنوی، راهبردهای اقتصادی رقابتی، اقتصاد شرکت‌ها، مالیات رسانه‌ها بخشی از اقتصاد را شامل می‌شوند.

## پیامدها
اقتصاد رسانه دارای پیامدهای اجتماعی، فرهنگی و اقتصادی است. مطالعه منظم مسائل اقتصادی رسانه‌ها از دهه ۱۹۷۰ آغاز شد اما در دهه ۱۹۸۰ با افزودن درس‌هایی با این موضوع در دانشگاه‌های ایالات متحده و اروپا رونق گرفت. مجله اقتصاد رسانه در سال ۱۹۸۸ با سردبیری رابرت جی پیکارد، از بنیانگذاران این رشته، شروع به انتشار کرد.
از آن زمان، زمینه این حوزه پژوهشی شکوفا شده‌است و اکنون صدها دانشگاه وجود دارد که دوره‌ها و برنامه‌هایی را در اقتصاد رسانه ارائه می‌دهند. از دیگر چهره‌های مهم این رشته می‌توان به تیموتی هیونز، استیون وایلدمن، آلن آلباران، بروس ام. اوون، بن کامپین، گیلان دلوند، استوارت مک فادیان، جیلیان دویل، کارل اریک گوستافسون، لوسی کونگ، گریگوری فرل لوو، نادین توسان دمولان، آکاو ونی، آماندا دی. لوتز و استفان لیسی اشاره کرد.